# Lagynochthonius guasirih
Lagynochthonius guasirih es una especie de arácnido  del orden Pseudoscorpionida de la familia Chthoniidae.

## Distribución geográfica
Se encuentra en Sarawak (Malasia).